# Desiya jezik
Desiya jezik (ISO 639-3: dso; deshia, desia, desiya oriya, koraput oriya), indoarijski jezik u istočnoj zoni u Indiji, kojim govori oko 50 000 ljudi (2003) na području države Orissa. Jedan je od osam oriya jezika. 
Razumljiv je jeziku adivasi oriya [ort] i leksički mu je najbliži, 80%–85%, ali su im pisma različita; adivasi oriya koristi telugu pismo, dok se desiya služi oriya pismom.
Trgovači jezik.

## Vanjske poveznice
- Ethnologue (14th)
- Ethnologue (15th)